# Jorge Palacios Bravo
Jorge Palacios (Provincia de Manabí, Cantón Junín, Ecuador, 10 de abril de 1992) es un futbolista ecuatoriano. Juega de defensa y su equipo actual es el Manta FC de la Serie A de Ecuador.

## Clubes
| Club              | País    | Año           | Partidos | Goles |
| ----------------- | ------- | ------------- | -------- | ----- |
| Manta Fútbol Club | Ecuador | 2009-presente | 35       | 0     |